# Geldermalsen
Geldermalsen (anhörenⓘ) ist ein Ort und eine ehemalige Gemeinde der niederländischen Provinz Gelderland. Am 1. Januar 2024 zählte er 11.005 Einwohner.
Die Gemeinde wurde zum 1. Januar 2019 mit Neerijnen und Lingewaal zur neuen Gemeinde West Betuwe zusammengeschlossen.

## Orte
Folgende Orte gehörten zur Gemeinde (Einwohnerzahl; Stand: 1. Januar 2017):
- Acquoy (375)
- Beesd (3.430)
- Buurmalsen (1.080)
- Deil (2.105)
- Enspijk (565)
- Geldermalsen, Sitz der Gemeindeverwaltung (10.530)
- Gellicum (320)
- Meteren (4.170)
- Rhenoy (805)
- Rumpt (880)
- Tricht (2.115).

## Lage und Wirtschaft
Der Hauptort Geldermalsen liegt westlich von Tiel und nördlich von Zaltbommel in der Tielerwaard. Das ist ein Polder, der zur Landschaft Betuwe gehört.
In der Gemeinde kreuzen sich bei Deil, an der Grenze zur südlichen Nachbargemeinde Neerijnen, zwei Autobahnen: die A2 Utrecht – ’s-Hertogenbosch, und die A15 Rotterdam – Tiel – Arnhem/Nijmegen.
In Geldermalsen kreuzen sich auch zwei Eisenbahnlinien: Dordrecht – Tiel – Elst (zwischen Arnhem und Nijmegen), so wie Utrecht – ’s-Hertogenbosch. Der Bahnhof Geldermalsen liegt auf halbem Wege zu Tricht in einem Gewerbegebiet. Auch das westlich von Geldermalsen gelegene Beesd hat einen Kleinbahnhof an der Linie Richtung Dordrecht.
Durch die Gemeinde, unter anderem zwischen Geldermalsen und Buurmalsen, fließt die Linge. Dieser kleine Fluss ist hauptsächlich für den Wassersporttourismus von Bedeutung.
Haupterwerbsquellen sind die Viehhaltung und der Anbau von Obstbäumen. Weiter gibt es, vor allem in Geldermalsen selbst, viel Kleingewerbe und etwas Industrie (unter anderem Verarbeitung von Agrarprodukten).
Der Tourismus hat in den letzten Jahrzehnten deutlich an Bedeutung gewonnen. Bisher zieht die Gemeinde fast ausschließlich Touristen aus den Niederlanden an.

## Politik

### Letzte Sitzverteilung im Gemeinderat
Der Gemeinderat wurde von 2002 bis zur Gemeindeauflösung folgendermaßen gebildet:
| Partei                | Sitze | Sitze | Sitze | Sitze |
| Partei                | 2002  | 2006  | 2010  | 2014  |
| --------------------- | ----- | ----- | ----- | ----- |
| Dorpsbelangen         | 3     | 4     | 5     | 6     |
| SGP                   | 3     | 3     | 3     | 4     |
| VVD                   | 3     | 4     | 5     | 3     |
| Leefbaar Geldermalsen | —     | —     | —     | 2     |
| D66                   | 1     | 1     | 2     | 2     |
| CDA                   | 5     | 4     | 3     | 2     |
| PvdA                  | 4     | 5     | 3     | 2     |
| ChristenUnie          | —     | —     | 0     | —     |
| Gesamt                | 19    | 21    | 21    | 21    |

Aufgrund der Fusion zum 1. Januar 2019 fanden die Wahlen für den Rat der neuen Gemeinde West Betuwe am 21. November 2018 statt.

### Bürgermeister
Vom 1. Januar 2018 bis zum Zeitpunkt der Gemeindeauflösung war Jeroen Staatsen (VVD) kommissarischer Bürgermeister der Gemeinde. Zu seinem Kollegium zählten die Beigeordneten Ronald van Meygaarden (Dorpsbelangen), Ton van Maanen (SGP), Niko Wiendels (CDA) sowie der Gemeindesekretär Jan Steurrijs.

## Geschichte
Nahezu alle Dörfer der Gemeinde entstanden im Mittelalter um eine Burg, ein Rittergut oder einen befestigten Großbauernhof. Bedeutende Adelsgeschlechter aus diesem Gebiet sind u. a. Ter Leede, aus dem Geschlecht der Herren van Arkel; Van Malsen; De Cocq, dessen Stammvater von einem Grafen de Châtillon aus Blois in Frankreich stammt; Pieck und andere mehr. Möglicherweise haben auch die Grafen von Bentheim, oder nahe Verwandte von ihnen, bis etwa 1306 Güter in der heutigen Gemeinde Geldermalsen in Besitz gehabt.
Buurmalsen wurde als Ubaran Malsna (Obermalsen) bereits 850 urkundlich erwähnt. Buurmalsen gehörte der Herrlichkeit Buren an, Geldermalsen dagegen, jenseits der Linge, gehörte zur Grafschaft Geldern.
Im Jahr 1129 gab es bereits das wichtige Kloster Mariënweerd, das im „Landsitz Marienweerdt“ in anderer Form fortlebt.
Acquoy war im 16. Jahrhundert eine Baronie, die durch Vererbung an das niederländische Königshaus fiel. Das Staatsoberhaupt darf sich immer noch „Baron (esse) van Acquoy“ nennen.
Geldermalsen kam zur Wirtschaftsblüte, als im späten 19. Jahrhundert und im 20. Jahrhundert der Obstbau für den Export aufkam, und das Dorf einen Bahnhof bekam. Am 25. Juni 1967 wurde das Dorf Tricht von einer Art Wirbelsturm getroffen. Dabei fanden fünf Einwohner den Tod, und es wurden 50 Häuser zerstört. Ein Mahnmal im Dorf erinnert noch daran.
Am 16. Dezember 2015 kam es in Geldermalsen zu schweren Ausschreitungen, welche sich gegen die Flüchtlinge richteten, und auch international rezipiert wurden. Bis zu 2000 Menschen versuchten eine Gemeinderatssitzung im Rathaus zu stürmen, bei welcher über die Aufnahme von 1500 Geflüchteten entschieden werden sollte. Die Sitzung musste evakuiert werden, Zäune wurden niedergerissen, Polizeibeamte und das Rathaus wurden mit Pyrotechnik und Flaschen beworfen und ausländerfeindliche Parolen skandiert. Die Polizei musste mehrere Warnschüsse abgeben um die Randalierenden zurückzudrängen. Es gab vierzehn Festnahmen.

## Sehenswürdigkeiten
- Eine Radtour durch die Gemeinde, wo fast alle Orte eine schöne, mittelalterliche Dorfkirche haben (beispielsweise die Pieterskerk in Beesd), lohnt sich vor allem im April, wenn die Obstbäume in voller Blüte stehen. Dabei sollte man auch die Deiche der malerischen Linge nicht vergessen.
- Das „Landgoed Marienwaerdt“, östlich von Beesd, besteht aus einem großen Haus (ehemaliges Kloster), einem kleinen Wald, Bauernhöfen, wo man übernachten kann. Im September 2008 fand in Beesd die Weltmeisterschaft im Vierspännerfahren statt.

## In Geldermalsen geboren
- Truus van der Plaat (* 1948), Radsportlerin